# Claviers Apple

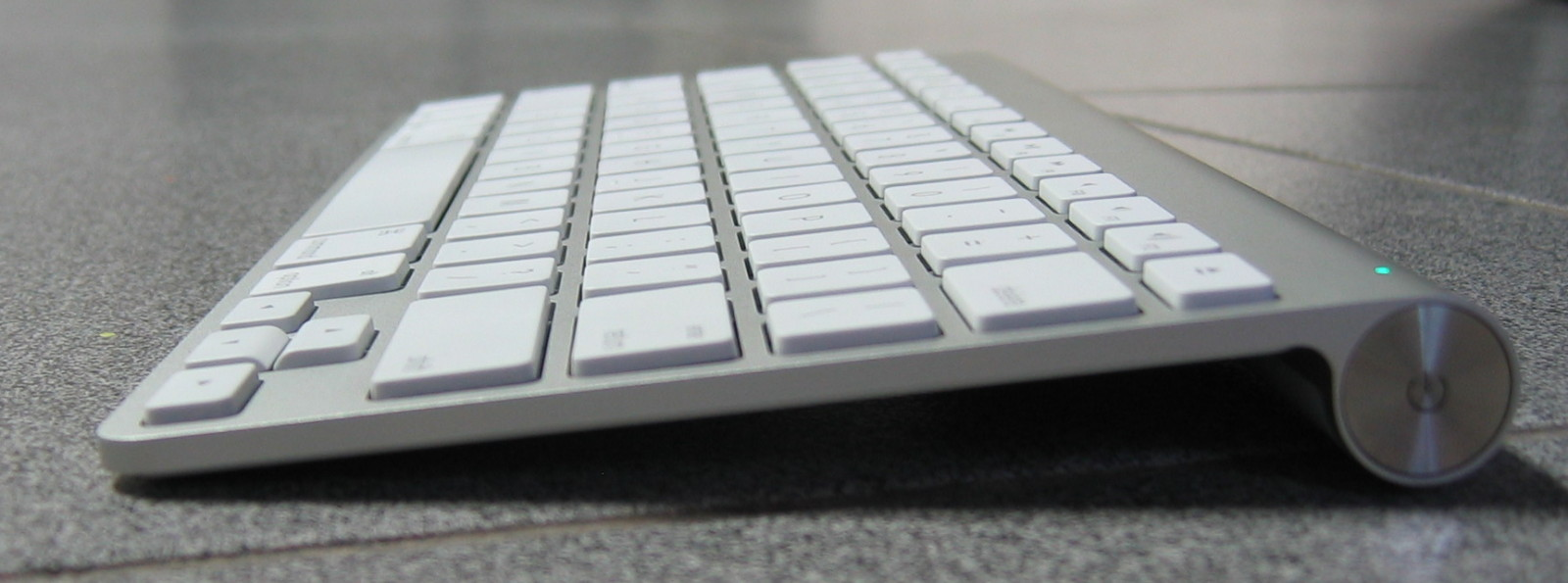
Le clavier sans fil ultra-plat de première génération.

Les claviers Apple sont les claviers d'ordinateur conçus par Apple. Ils étaient tout d'abord intégrés puis sont devenus externes à partir du premier Macintosh de 1984.
Certains modèles diffèrent, outre leur disposition, des claviers PC, car ils peuvent permettre d'éjecter un disque optique ou d'allumer l'ordinateur via une touche dédiée.

## Clavier des iMac G3 et PowerMac G4

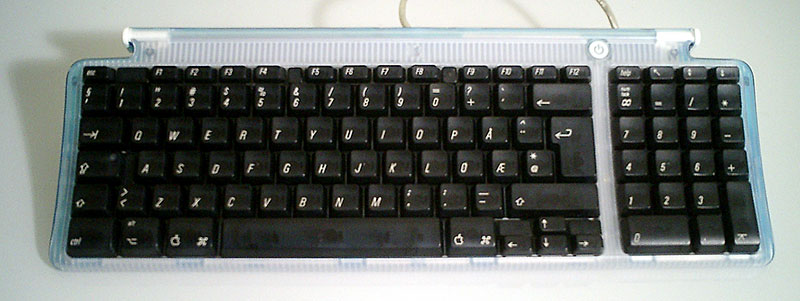
Apple USB Keyboard (M2452) (norvégien).

Initialement vendu avec l'iMac G3 en 1998, ce clavier devient le clavier standard pour tous les Macintosh pendant deux ans. C'est le premier à utiliser du plastique translucide, repris du Bondi blue. Il marque aussi par son retour vers un clavier standard, sans touches spéciales. Ce clavier sera le premier à intégrer deux ports USB 1.1.

## Clavier des iMacs G4, G5, Core Duo et Core 2 Duo

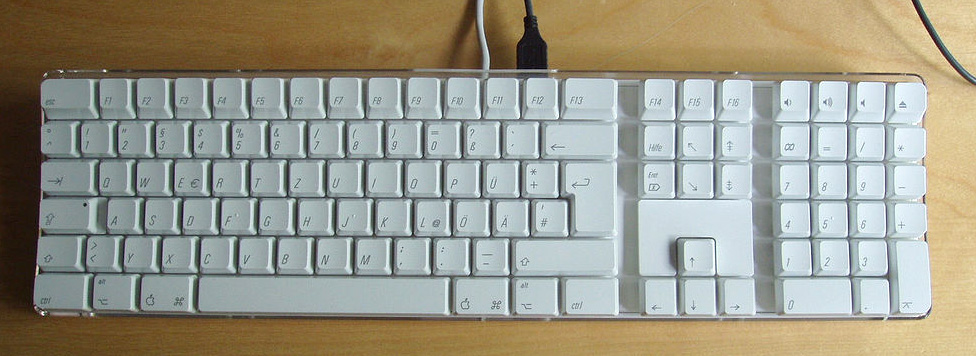
Apple Keyboard (A1048) (allemand).

Ce clavier, introduit en mai 2003 avec l'iMac G4, a radicalement changé le design des claviers d'iMac : il possède une base blanche sur laquelle vient se plaquer une couche de plastique transparent, afin de s'adapter au design des iMac de l'époque. Sa forme est légèrement incurvée afin de reposer les poignets. Ce clavier intègre lui aussi deux ports USB 1.1, permettant de relier la souris Mighty Mouse filaire, ou d'autres périphériques.

## Claviers dits «aluminium»

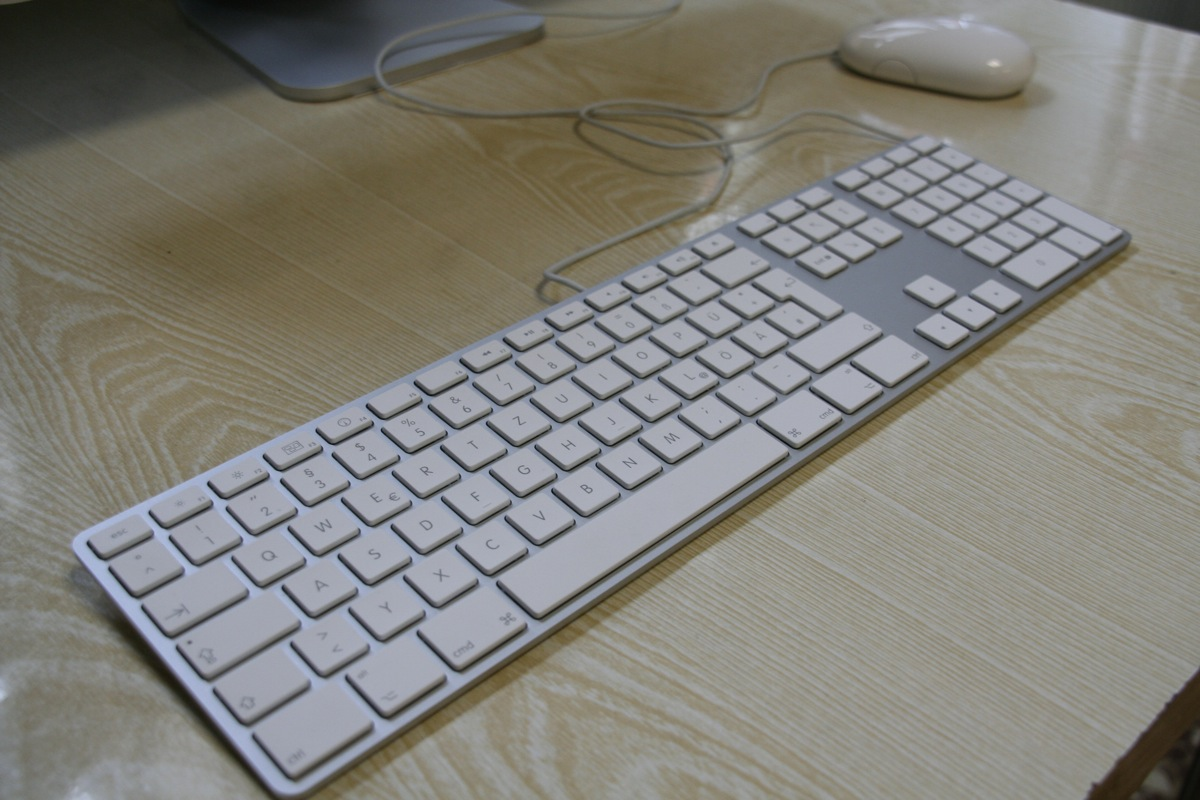
Apple Keyboard (A1243) (allemand).

En 2007, Apple met à jour ses claviers. À l'instar de l'iMac, il est désormais doté d'un boîtier en aluminium anodisé ultra-fin et des touches blanches des claviers des MacBook. Ce clavier alu est le premier depuis 21 ans à ne plus arborer le logo de la pomme sur sa touche de commande.

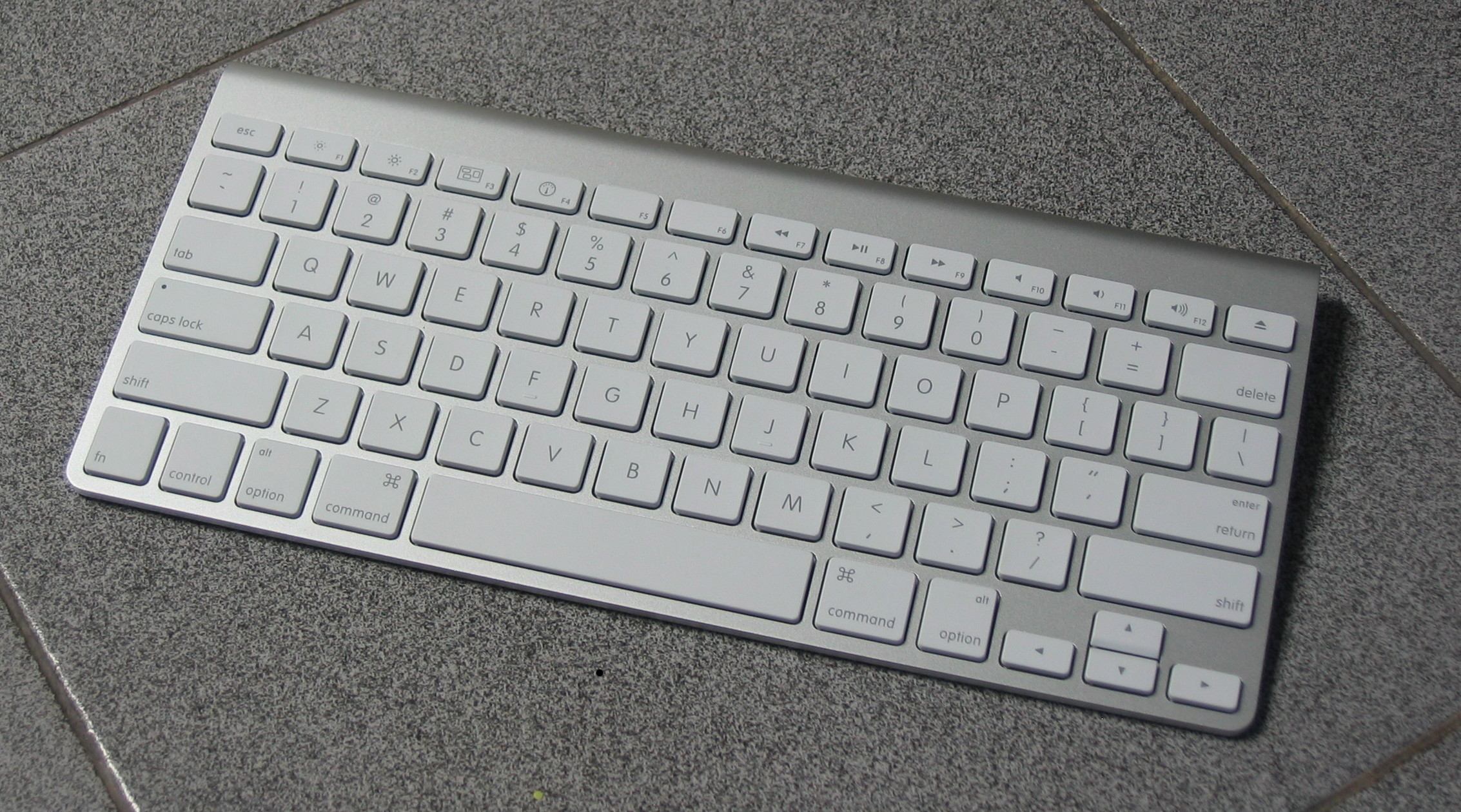
Apple Wireless Keyboard (A1255) (américain).

Depuis octobre 2009, Apple livre ses iMac en standard avec un clavier sans fil Bluetooth court sans pavé numérique. Il était possible de sélectionner le clavier filaire muni du pavé numérique lors de la commande d'un iMac. La version filaire comprenait deux ports USB 2.0.
Le clavier Bluetooth fonctionne dans un rayon de 10 mètres de l'appareil.